# Fanīs Koumpouras
Theofanīs Koumpouras, detto Fanīs (in greco Θεοφάνης "Φάνης" Κουμπούρας?; Atene, 8 dicembre 1983), è un cestista greco.

## Carriera
Con la Grecia under 26 ha disputato due edizioni dei Giochi del Mediterraneo (Almería 2005, Pescara 2009).